# حد الشكالة
حد الشكالة هي إحدى بلديات ولاية غليزان الجزائرية.من أهم بلديات سلسلة جبال الونشريس حيث تقع أقصى شرق عاصمة الولاية وتحتل موقعا إستراتيجا إذ تحدها كل من ولاية تيسمسيلت شرقا وولاية تيارت جنوبا وتتربع على مساحة 158٫87 كم2 يقطنها حوالي 6٫712 نسمة وفقا لإصائيات2008 أي بمعدل كثافة 42/كم2

## مواصلات
- الطريق الوطني رقم 90

## أعلام
- طيب بن ربعية[3]

## وصلة خارجية
- حد الشكالة